# Керзин, Михаил Аркадьевич
Михаил Аркадьевич Ке́рзин (16 [28] марта 1883, Москва — 19 сентября 1979, Ленинград) — русский и белорусский скульптор, сторонник академизма, видная фигура среди петербургских ваятелей Серебряного века, позднее — важная фигура в белорусской скульптуре первых советских десятилетий, педагог. Заслуженный деятель искусств Белорусской ССР (1939).

## Биография
Родился в семье московского адвоката Аркадия Михайловича Керзина, страстного любителя и пропагандиста русской музыки, вместе с женой, пианисткой Марией Семёновной, основавшего «Кружок любителей русской музыки», так называемый «Керзинский кружок».
С 1903 по 1912 год учился в петербургском Высшем художественном училище при Академии художеств в классе Гуго Залемана.
Автор барельефа на лицевой стороне медали «В память 300-летия царствования дома Романовых».
Дипломная скульптура под названием «Вакханалия» принесла Керзину звание художника и оплачиваемое заграничное турне на 2 года. Командировочные составляли пять тысяч рублей золотом. Скульптор объехал Грецию, Италию, Францию, Германию, Англию, совершенствуя своё мастерство и впитывая европейскую культуру. Являлся одним из учредителей Союза деятелей пластических искусств в 1917 году в Петрограде. Участвовал в Весенних выставках в залах Императорской Академии художеств, которые проходили в 1897—1918 годах в Санкт-Петербурге. Входил в Общину художников «Новый союз передвижных выставок», который существовал в 1908—1930 годах, и в Союз скульпторов-художников, образованный в 1917 году в Петрограде. В 1918—1923 годах преподавал в художественной школе в Велиже.
С 1923 по 1932 год руководил Витебским художественным техникумом, сменив на посту заведующего И. Т. Гавриса. Керзин пригласил из Петербурга мастеров живописи, рисунка и устроил переэкзаменовку всех студентов. Многие были отчислены, так как зачисление ранее проводилось зачастую не по способностям, а по революционной принадлежности. Керзин стал единолично решать вопросы организации обучения. Сочтя это унизительным, Юдель Пэн (проректор по учебной работе), Соломон Юдовин, Ефим Минин и группа студентов 23 сентября 1923 года выступили с коллективным заявлением об уходе из института.
Учениками Керзина были известные белорусские скульпторы Заир Азгур, Алексей Глебов, Андрей Бембель, Сергей Селиханов, Анатолий Аникейчик и другие. Заиру Азгуру Керзин лично посоветовал перейти с отделения живописи на первый курс скульптуры. Алексей Глебов был любимым учеником Керзина, несмотря на то, что не смог окончить курс до конца: его несколько раз отчисляли за то, что при поступлении скрыл своё происхождение (отец был священником).
С 1932 года в Минске. Ученики Керзина в 1930-х годах под его руководством составили бригаду скульпторов, работавших над оформлением Дома правительства в Минске. Во время немецких вторжения и оккупации Белоруссии Керзин остался в Минске, был связным в минском подполье, действовавшим под прикрытием мастерской скульптора. После освобождения Минска Керзин был награждён партизанской медалью, избран депутатом Верховного Совета БССР.
В 1949 году, покинув Белоруссию при неясных обстоятельствах, Керзин переехал в Ленинград, где по рекомендации Евгения Вучетича:285–286 стал заведующим кафедрой скульптуры Репинского института. Имел небольшую квартиру на 4-й линии Васильевского острова, во дворе здания Академии художеств, где преподавал до конца жизни. В числе ленинградских учеников Керзина были Сергей Алипов, Борис Сергеев, Виктор Синайский, Григорий Ястребенецкий и Марьян Конечны.

## Награды
- Орден «Знак Почёта» (20 июня 1940) — за выдающиеся заслуги в деле развития белорусского театрального и музыкального искусства[19];
- Орден Трудового Красного Знамени (6 апреля 1973) — за большие заслуги в развитии советского изобразительного искусства и в связи с девяностолетием со дня рождения[20];
- Орден Дружбы народов (10 апреля 1979) — за заслуги в развитии советского изобразительного искусства и многолетнюю работу по подготовке кадров[21].

## Публикации текстов
- Керзин М. А. Воспоминания о И. Е. Репине // Новое о Репине : Статьи и письма художника. Воспоминания учеников и друзей : Публикации / Ред.-сост.: И. А. Бродский и В. Н. Москвинов. — Л. : Художник РСФСР, 1969. — С. 272–277. — 435 с., 59 л. ил. : ил.
- Керзин М. А. О состоянии и задачах преподавания скульптуры и композиции скульптуры в художественных училищах // Вопросы художественного образования : тем. сб. науч. трудов / Акад. художеств СССР; Ордена Труд. Кр. Знамени Ин-т живописи, скульптуры и архитектуры им. И. Е. Репина. — Л. : ЛИЖСА им. И. Е. Репина, 1971. — Вып. 1. — С. 85–98. — 500 экз.